# Eugenia jimenezii
Eugenia jimenezii är en myrtenväxtart som beskrevs av Brother Alain. Eugenia jimenezii ingår i släktet Eugenia och familjen myrtenväxter. Inga underarter finns listade i Catalogue of Life.